# Išuwa-Fest

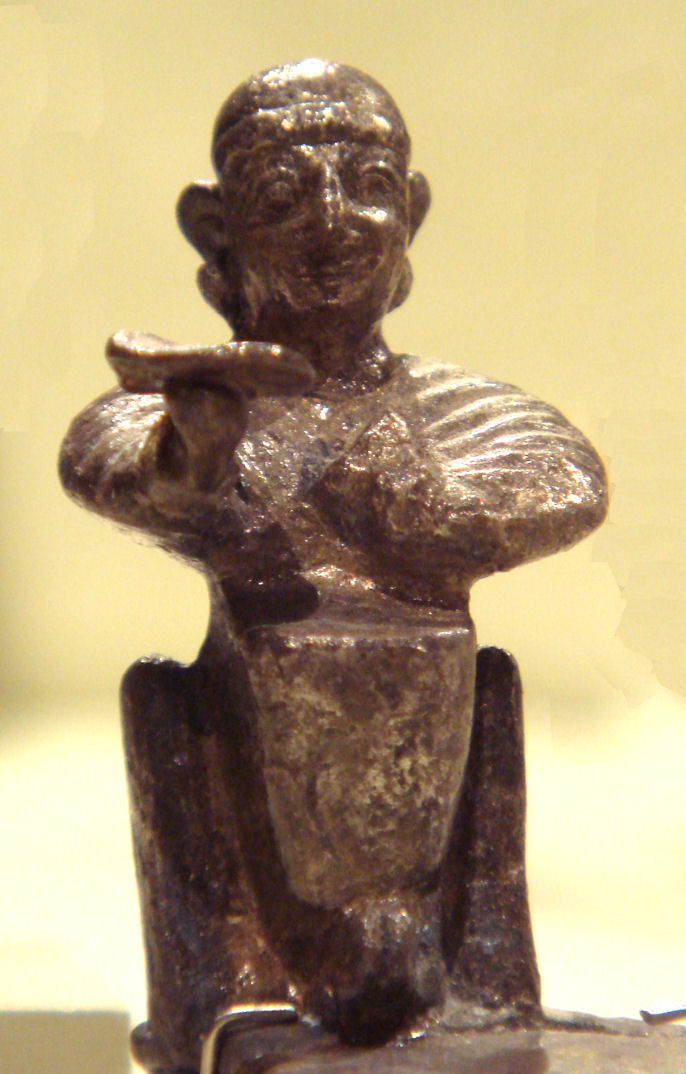
Hethitische Götterstatuette aus dem 13. Jh. v. Chr.

Das išuwa-Fest oder ḫišuwa-Fest war ein hethitisches Fest mit hurritischen Ursprüngen, das jährlich ohne festen Termin in Ḫattuša gefeiert wurde. Es dauerte neun Tage. Eingeführt wurde es von der Großkönigin Puduḫepa, um das Heil der königlichen Familie zu stärken. Die Hauptgottheiten des Festes waren der Wettergott von Manuzi und seine Paredros Lelluri.

## Ursprung
Puduḫepa, die aus einer Priesterfamilie von Lawazantiya in Kizzuwatna stammte, beauftragte den Oberschreiber Walwaziti, in den Archiven nach Festritualen aus ihrer Heimat zu suchen und daraus ein neues Fest zu kreieren, um das Heil ihres Mannes Ḫattušili III. zu stärken. Walwaziti verfasste darauf dreizehn Tafeln, die die Rituale des neuen Festes detailliert beschreiben. Aufgrund der Herkunft sind die meisten Rituale und verehrten Gottheiten hurritischer Provenienz. Benannt wurde das neue Fest möglicherweise nach dem göttlichen Adler Išuwa, der an diesem Fest verehrt wurde.

## Festablauf
Am ersten Tag wurden die Rituale vorbereitet und die Statuetten der wichtigsten Gottheiten gewaschen, gesalbt und neu eingekleidet. Zuerst wird der Wettergott von Manuzi bekleidet, dann die Eidgöttin Išḫara mit einem roten Gewand und die Göttin der Unterwelt, Allani, mit einem blauen. Die beiden Statuetten von Nubadig erhalten je einen roten Kurzrock und eine Tunika, Adamma-Kubaba und der Totengott Ugur je einen roten Kurzrock.

### Das Brennen des Feuers
Am frühen Morgen des zweiten Tags geht der König ins „Haus des Großvaters“, wo vor den Statuetten der Vatergötter (hurr. enna attanevena) der aus je einem weißen, roten und blauen Tuch geflochtene „Becher der Lelluri“ liegt. Darin befinden sich Gebäck und eine Adlerfeder. Der Priester des Wettergottes von Manuzi überreicht einem Sänger die Adlerfeder, der sie singend in ein Wassergefäß legt. Mit einer Fackel umschwenkt der Priester die Vatergötter und den König und rezitiert dabei auf hurritisch die „Worte der Fackel“, worauf der Sänger die Vatergötter und den König mit der Adlerfeder besprengt. Dies wird dreimal durchgeführt. Es folgt ein Brotreinigungsritual und es wird Wein libiert. Nachdem die Fackeln mit dem Rest des Weines und Wassers gelöscht wurden, werden sie vor dem Tempel auf den idargi-Abfallplatz gelegt. Dort werden am Steintisch der Lelluri Rauchopfer dargebracht, zuerst ölgetränktes Zedernharz und nach einer Waschung Gebäck, Gemüse und Früchte sowie Fleisch der Opfertiere.
Danach trinkt der König sitzend der Reihe nach für den Wettergott von Manuzi, dann die Götterpaare Ḫebat–Mušni, ferner Šaluš–Kumarbi, sowie Aya–Šimige. Ist die Königin anwesend, opfert sie zuerst der Lelluri, dann Ḫebat–Mušni, ferner Šaluš–Kumarbi, sowie Aya–Šimige, schließlich Ištar und den „Vatergöttern der Lelluri“. Dann werden die Statuette der Lelluri und die Königin mit Öl gesalbt. Ist die Königin abwesend, tritt der Priester an ihre Stelle.

### Opfer in sechs Tempeln
Am Ende des zweiten Tages wird im Tempel der Gartengöttin Maliya die Statuette der Göttin mit einem roten Gewand und besticktem Gürtel neu eingekleidet, gewaschen aber wird sie nicht. Anderntags werden im Tempel der Maliya verschiedenen Gottheiten niederen Ranges Brotopfer dargebracht. Der König geht in den Hof des Tempels, verneigt er sich vor dem göttlichen Pferd Erama und libiert Gerste vor das Pferd. Dann tritt er vor die Statuette der Göttin, wo er libiert und Zedernharz verbrennt.
Dann geht der König der Reihe nach in die Tempel des Wettergottes von Manuzi, der Išḫara, der Allani, des Nubadig Pibitḫi, des Nubadig Zalmatḫi und nochmals zum Tempel der Maliya. In allen Tempeln wird ein Ziegenbock als Heilsopfer und ein Vogel als Brandopfer dargebracht. Früchte, Honig, Gebäck und Fladenbrote werden vor die Gottheit gestellt und Kostproben davon in die Räucherschale geworfen, dann libieren der König und der zuständige Priester kleineren Gottheiten Wein. In den ersten drei Tempeln gehören hierzu die Göttinnen Ḫudena und Ḫudellurra; die meisten dieser Gottheiten sind außerhalb dieses Festes unbekannt. Die beiden Nubadig werden jeweils zusammen mit Adamma-Kubaba verehrt, zudem die luwische Gottheit Uramaššani („Große Gottheit“).
Am Opferritual für den Adler Ešue ist der König nicht dabei. Die Statuette des Adlers wird in einen Korb gestellt, in den vorher ein rotes Tuch gelegt worden ist. Zwei Priester tragen den Korb mit dem Adler zum timmaḫila-Baum, begleitet von Leierklängen und Fackeln. Beim Baum werden dem Adler Gebäck, Käse, Gerstenbrei, Olivenöl, Wein und ein Ziegenbock geopfert. Sein Blut und Fett werden mit dem Gerstenbrei gemischt und zu zwei Pasteten gebacken, das Herz wird gebraten und das Fleisch gekocht. Der Priester opfert dann auf einem Steinthron den Bergen und Flüssen und gibt ihnen Bescheid, dass das Opfer bereit sei.
Der König geht in den Tempel der Maliya zum Essen und zum Trinken. Hier wird unter Musik und Gesang zuerst ein Trankopfer verrichtet. Dann werden Brotopfer vorbereitet und in die anderen fünf Tempel gebracht. So verfährt man auch mit dem folgenden Bieropfer und schließlich dem Weinopfer. Die Opferrituale werden im Tempel der Maliya in üblicher Weise weitergeführt, mit Wein- und Brotopfer, Musik und Tanzen.
Im Tempel des Wettergottes von Ḫatti libiert der König den Flüssen und Quellen von Kizzuwatna. Nach größeren Lücken in der Überlieferung wird berichtet, wie die Fußböden gereinigt werden. Danach betritt der König den Tempel des Wettergottes von Manuzi. Speiseopfer werden herbeigetragen und Rinder hineingetrieben, deren Hörner und Stirne von den Priestern mit Gold geschmückt werden. Der König weiht die Rinder und es folgen Trankopfer an Gottheiten und diverse Kultobjekte.

### Waschung am Fluss Alda

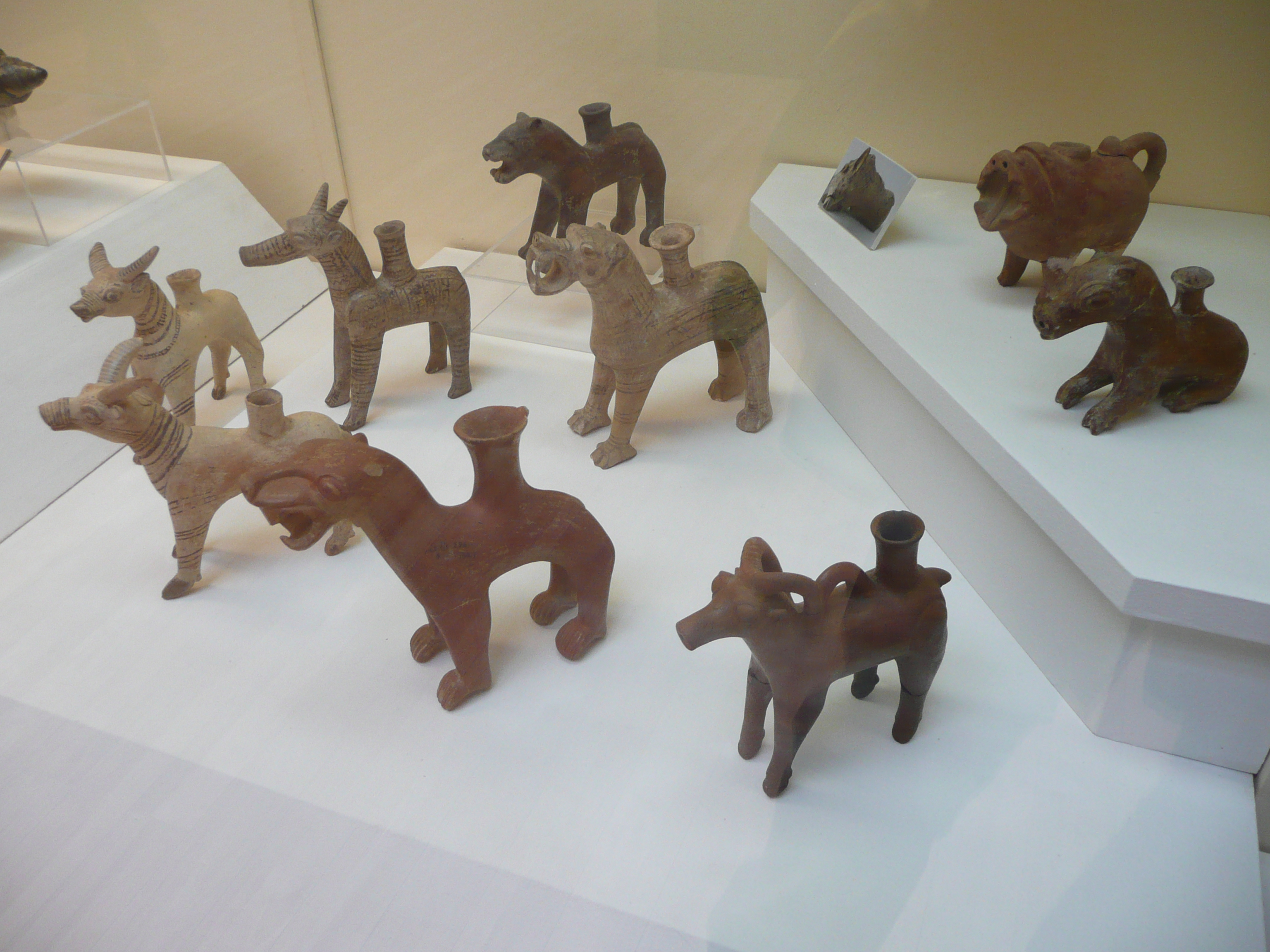
Hethitische Rhyta in Tierform

Beim Tempel wird für jede der sechs Gottheiten eine ḫilištarni-Figurine an einen Schemel gesteckt. Diese werden von je einer Frau bekleidet. Dann werden diese von Priestern an den Fluss Alda, der bei Lawazantiya vorbeifließt, getragen. Die sechs Frauen begleiten sie und schlagen Tamburinen. Angeführt wird die Prozession von Sängern. Am Fluss wäscht jede der Frauen das Tiergefäß für ihre Figurine und opfert Weizenmehl und Öl in den Fluss. Die Rhyta werden getrocknet und mit Wein gefüllt, der den Figurinen geopfert wird. Zudem erhält jede Figurine ein Schafopfer. Da das ḫišuwa-Fest in Ḫattuša durchgeführt wurde, brachte man für diese rituelle Waschung Wasser vom Fluss Aldi her.
Nach einer weiteren größere Lücke setzt der Text mit einem Gebet ein, wo der König für das Heil der Länder Ḫatti und Kizzuwatna betet. Es folgen weitere Trankopfer für verschiedene Gottheiten und dann ein längeres Trinkritual für über vierzig Berggötter, darunter auch die Berge Manuzi und Amana, sowie die beiden Götterberge Namni und Ḫazzi. Nach den Bergen erhalten mehrere Flüsse Trankopfer.

### Kriegstanz
Auf dem Tempeldach kämpfen im „Angesicht der Sterne“ drei Musikanten tanzend mit dem Wettergott und singen dabei Kampflieder. Nachdem ein vierter Musikant im Tempeltor in sein Horn geblasen hat, spricht auf dem Dach ein Priester zum König: „Oh, König, verzage nicht! Der Wettergott hat dir, dem König, die Feinde, die Feindesländer zu Füßen gelegt, damit du sie wie leere Töpfe zerbrichst.“ 15 Soldaten, mit einem großen Hammer, Keulen und Lanzen bewaffnet, beginnen nun mit den Musikanten einen zweiten Kriegstanz.
Auf einem Platz beim Tempel wird ein Opfer für den Kriegsgott Zababa vorbereitet. Ein Soldat bringt von dessen Tempel Fleisch eines Rindes, das er auf den Opfertisch legt. Dann wird dem Kriegsgott geopfert, wobei die Musikanten mit den Hüften wiegend musizieren.
Nach dem Tanz wird der Lelluri im Tempel des Wettergottes von Manuzi geopfert, in dem an jede Ecke des Herdes je ein Brot platziert wird, darüber werden Gerstenbrei, Feigen und Oliven gelegt und in jede Ecke etwas Olivenöl gegossen. Nach dem Brotbrechen werden die Früchte in den Herd geworfen und Wein libiert.

### Heilsopfer
Ein Priester bittet den Wettergott um das Heil und den Schutz des Königs, der Königin, ihrer Kinder und Enkel. Erfülle er dieses, dann werde das ḫišuwa-Fest alljährlich gefeiert. Nun treten die Ältesten der Städte Kummanni, Zunnaḫara, Adaniya, Tarša und Ellibra, allesamt in Kizzuwatna gelegen, vor den König. Ihre mitgebrachten Opfergaben, Brot, Mehl, Käse, Wein und Schafe, werden zu den sechs Tempeln gebracht und allen Gottheiten zum Heile des Jahres dargebracht. Zu den beopferten Gottheiten gehört auch die Flussgöttin Puruna, möglicherweise der Pyramos. Zum Abschluss der Opfer werden die jeweiligen Statuetten in einem Korb an einen bestimmten Platz gebracht und rituell gereinigt.
Der auf der Schulter des Wettergottes von Manuzi stehende goldene Adler Eribuški wird ebenfalls gereinigt, dann auf einen Tisch gestellt, wo er Brot und Wein erhält.

### Die große Versammlung
Im Tempel des Wettergottes von Manuzi versammeln sich die großen Landesgötter. Von einem Männerchor begleitet, trinkt der König zuerst für Ḫebat und dann der Reihe nach für alle Gottheiten ihres kaluti-Kreises. Danach werden die Götter und der König gesalbt. Nach der Reinigung des Tempelhofes werden der Hofgenius Ḫilašši und seine Stäbe ins Haus des Priesterkönigs gebracht. Die Statuette wird gewaschen und gesalbt und die Stäbe mit weißen, blauen und roten Wolltüchern umkleidet und dann in ein weißes Tuch gehüllt. Es folgen die üblichen Opferrituale, wobei der König mit einem Zedernzweig ein Rind und ein Schaf weiht. Nochmals wird dem kaluti-Kreis der Ḫebat geopfert. Nach dem Opfer verneigt sich der König dreimal „für die Besänftigung“. Dabei schlägt ihm der Priester jedes Mal mit den Stäben des Ḫilašši auf den Rücken. Bevor der König sich wieder hinsetzt, küsst er die Stäbe. Dieses Besänftigungsritual wird auch mit den vor dem König sitzenden Herren durchgeführt. Die ganze Zeremonie wiederholt sich, nachdem man dem „günstigen Tag“ libiert hat. Schließlich werden die Statuette des Ḫilašši gesalbt und die Stäbe an ihren Platz zurückgebracht. Nach einem Trankopfer verneigt sich der König vor Ḫilašši und beendet damit den achten Festtag.
Das ḫišuwa-Fest endet, nachdem die Statuette des Ḫilašši am neunten Tag in den Tempel des Wettergottes von Manuzi überführt wurde.